# Die Grenzboten
Die Grenzboten est un magazine national-libéral paru en partie hebdomadaire et en partie bihebdomadaire de 1841 à 1922.

## Histoire
La revue est fondée à Bruxelles en 1841 par Ignaz Kuranda (de), qui en est rédacteur en chef jusqu'en 1848. Depuis 1842 Die Grenzboten est publié par FW Grunow à Leipzig, plus tard à Berlin. À partir de 1848, Gustav Freytag (jusqu'en 1861 puis de 1867 à 1870) et Julian Schmidt (jusqu'en 1861) en sont les éditeurs et, également par leurs nombreuses contributions, en font le porte-parole le plus influent de la bourgeoisie nationale-libérale jusqu'à la fondation de l'Empire allemand en 1871. En 1870, Grunow en devient l'unique propriétaire et Hans Blum est chargé de l'édition jusqu'en 1878, date à laquelle Johannes Grunow (de) reprit la publication en collaboration avec Gustav Wustmann. Depuis lors, l'orientation du magazine passe d'une orientation purement libérale à une orientation plus conservatrice. En Autriche, les "Die Grenzboten" sont interdits en 1849. De 1856 à 1870 et de 1878 à 1890 Moritz Busch (de) est l'un des éditeurs les plus productifs.
Le sous-titre est initialement "Blätter für Deutschland und Belgium", à partir de 1842 "Eine deutsche Revue", à partir de 1844 "Zeitschrift für Politik und Literatur" et à partir de 1871 "Zeitschrift für Politik, Literatur und Kunst".
Le journal est important car c'est là que Schmidt et Freytag développent la théorie du réalisme. Au cours de la décennie qui s'écoule depuis 1848, ils sont décisifs pour le discours littéraire dans les états allemands.